# Epitelová tkáň

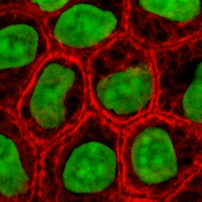
Epitelové buňky

Epitelová tkáň (epitel, krycí tkáň) je tkáň tvořená buňkami, které na sebe těsně naléhají, a minimem mezibuněčné hmoty. Tyto tzv. epiteliální buňky jsou spolu často pevně spojeny. Epitel kryje vnější nebo vnitřní povrchy organismu, má žlázovou funkci (většina žláz v těle, včetně jater, slinivky, štítné žlázy a adenohypofýzy je tvořena epitelovou tkání), specializované epitely mají smyslovou funkci (neuroepitel) nebo podpůrnou (epitelové retikulum brzlíku). Epitelová tkáň je fylogeneticky nejstarším typem tkáně. V průběhu embryonálního vývoje vzniká ze všech tří zárodečných listů.

## Struktura
Epitelová tkáň se skládá hlavně z buněk, mezibuněčná hmota je zjistitelná jen pod elektronovým mikroskopem. Buňky jednotlivých druhů epitelů se mohou výrazně lišit co do tvaru a velikosti, všechny ale obsahují hodně cytoplasmy, jádro svým tvarem odpovídá tvaru celé buňky.
Část buňky ústící do volného prostoru se nazývá distální (apikální) část, na opačné straně buňky se nalézá část proximální (bazální). Apikální část vykazuje značnou různorodost vzhledem k funkci epitelu. Bazální částí buňky epitelu nasedají na bazální membránu, která jim poskytuje oporu a zprostředkovává výživu.
Epitelová tkáň nemá vlastní cévní zásobení (výjimku tvoří epitel stria vascularis vnitřního ucha), buňky jsou vyživované difúzí. Obecně mají velmi dobrou regenerační schopnost a dobře se hojí.

## Dělení epitelů

### Dělení podle uspořádání buněk
- plošné epitely
- trámčité epitely
- retikulární epitely

V plošném epitelu jsou buňky uspořádány v jedné nebo více vrstvách. Je to nejčastější a nejznámější typ epitelu, všechny krycí, respirační i smyslové epitely jsou tohoto typu. Trámčitý epitel tvoří trojrozměrné buněčné trámce. Je to typická struktura endokrinních žláz - adenohypofýzy, kůry nadledvin, Langerhansových ostrůvků slinivky a také jater. Retikulární epitel je pak řídce se vyskytující typ, tvořený rozvětvenými, navzájem spojenými buňkami, mezi kterými je tkáňový mok. Největším orgánem, který tvoří, je brzlík.

### Dělení podle funkce
- krycí (výstelkové) epitely
- žlázový epitel
- resorpční epitel
- respirační epitel
- smyslový epitel
- zárodečný (germinativní) epitel
- pigmentový epitel
- řasinkový epitel

Jeden epitel může najednou patřit do více kategorií, například výstelka střeva je pokrytá jednovrstevným cylindrickým epitelem s mikroklky, který má funkci krycí a zároveň resorbční.

#### Krycí epitel
Krycí epitel je specializovaná tkáň, sloužící ke krytí povrchů a vystýlání dutin. Pro tuto funkci je dobře vybavena: buňky mnoha typů krycích epitelů se neustále obnovují z tzv. germinativní vrstvy buněk při bazální membráně, v cytoplasmě jsou specializovaná intermediární filamenta, tzv. tonofilamenta, které zvyšují mechanickou odolnost buňky. Hlavní složkou tonofilament je cytokeratin. Buňky jsou navzájem pevně spojeny soustavou mezibuněčných spojů, které tvoří spojovací komplex.
Apikální povrchy buněk mohou být hladké, nebo, pokud epitel vykonává ještě další funkce, buňka může být opatřena mikroklky, pohyblivými i nepohyblivými řasinkami.
Podle počtu vrstev, ze kterých je krycí epitel složený se krycí epitely dále dělí na:
- jednovrstevný epitel: je tvořen jedinou vrstvou buněk, jejich apikální povrch je volný, přivrácený do tělní dutiny nebo na povrch těla
- víceřadý epitel: je tvořen jednou vrstvou buněk, všechny se dotýkají bazální membrány, ale některé nedosahují až do tělní dutiny
- vrstevnatý epitel: je tvořen více vrstvami buněk. Nejznámějším příkladem je pokožka.
- přechodný epitel: počet vrstev se mění v závislosti na náplni dutého orgánu. Přechodný epitel je typický pro močové cesty.

#### Žlázový epitel
Je to epitel se sekreční funkcí. Žlázy mohou vylučovat sekret buď do krve, potom jsou to tzv. endokrinní žlázy, nebo na povrch epitelu, do lumina dutého orgánu nebo na povrch těla, potom se označují jako žlázy exokrinní. Jednotlivé typy žláz se liší počtem buněk (jednobuněčné a mnohobuněčné žlázy), tvarem i způsobem sekrece.

#### Resorpční epitel
Má schopnost resorbovat látky z vnějšího prostředí. Pro resorbční epitely jsou typické mikroklky na apikální straně, které slouží ke zvětšení povrchu pro příjem látek. Protože transport látek přes membránu vyžaduje hodně energie, mají hodně mitochondrií, které jsou někdy uložené v záhybech cytoplasmy na bazální straně a tvoří tzv. bazální labyrint.
Typickým resorbčním epitelem je epitel tenkého střeva a výstelka proximálního tubulu ledvinového nefronu.

#### Respirační epitel

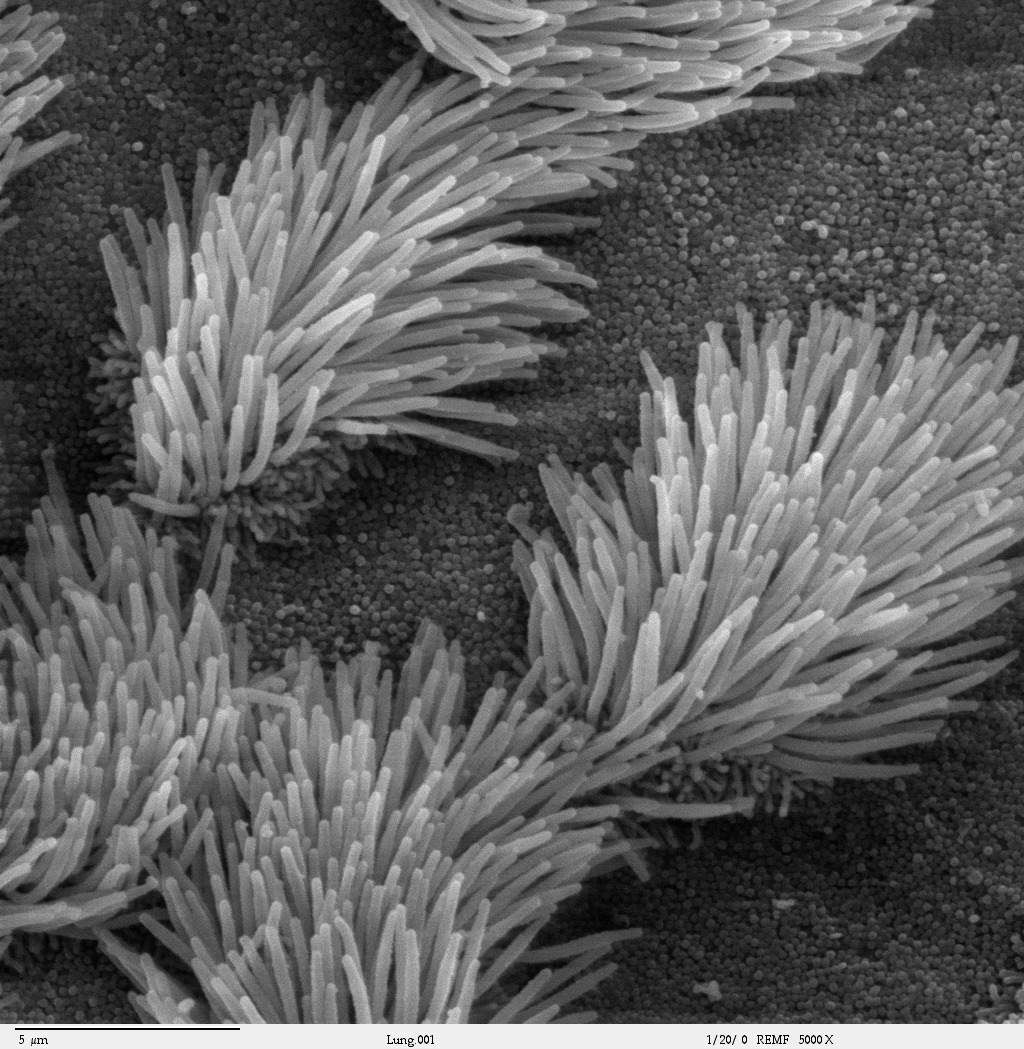
Respirační epitel průdušnice

Tvoří výstelku plicních alveolů a umožňuje výměnu plynů mezi krví a vzduchem. Je velmi plochý, tvořený dvěma typy buněk, granulovanými a membranózními pneumocyty.

#### Smyslový epitel
Specializovaný typ výstelky, smyslový epitel, dokáže přijímat podněty z vnějšího prostředí a ve formě podráždění je předávat CNS. Je tvořen smyslovými a podpůrnými buňkami. Na rozdíl od jiných typů epitelů má smyslový epitel velmi malou regenerační schopnost.
Smyslové buňky mohou být buď modifikované neurony, pak se označují jako primární smyslové buňky, nebo jsou to změněné buňky krycího epitelu, na kterých se zakončují dendrity neuronů. Pak se nazývají sekundární smyslové buňky. Tyčinky, čípky a smyslové buňky čichového epitelu jsou primárními smyslovými buňkami, naproti tomu vláskové buňky vnitřního ucha a chuťové buňky chuťových pohárků jsou sekundární.

#### Zárodečný epitel
U samců vystýlá semenotvorné kanálky varlete a zajišťuje spermatogenezi, tedy vznik a vývoj spermií, samčích pohlavních buněk. U samic pokrývá zárodečný epitel povrch vaječníku a po narození už má jen krycí funkci.

#### Pigmentový epitel
Je tvořen buňkami, které obsahují v cytoplazmě pigmenty. Jeho funkce je hlavně ochranná. Tvoří pigmentovou vrstvu sítnice.

#### Řasinkový epitel
Řasinkový epitel je složen z buněk, které jsou pokryté výběžky buněk, jež konají kmitavý pohyb. Funkcí řasinek je zachytávání prachových částic a vylučování hlenu, který je obaluje, podobně stavěný epitel však je i ve statocystách.

## Epitely mezodermálního původu
Většina epitelů má původ z ektodermu nebo endodermu, jen některé pocházejí ze třetího zárodečného listu, z mezodermu.
- Endotel: výstelka krevních a lymfatických cév
- Mezotel
- Mezenchymový epitel

## Nepravý epitel
Jako nepravý epitel se označuje výstelka kloubních dutin. Není tvořen epitelovými buňkami, ale fibroblasty, buňkami vaziva.

## Epiteloidní výstelka
Tak se označuje uspořádání buněk, která připomíná epitel.